# 范店乡
范店乡，是中华人民共和国四川省乐山市沙湾区曾经下辖的一个乡。2019年12月，撤销范店乡，将其所属行政区域划归沙湾镇管辖。

## 行政区划
范店乡撤销前下辖以下地区：
范店社区、五七村、岱湾村、李子坪村、先峰村和罗山村。